# 하얀고양이 프로젝트
『하얀고양이 프로젝트』는 주식회사 코로플에서 제공되는 안드로이드 · iOS 용 게임 앱. 줄여서  『하고프』 또는 『하냥프』 라고 부른다. 또는 일본 한자를 따서 하얀고양이 라는 뜻의 『백묘』라고 부르기도 한다. 기본적으로 무료설치게임이지만 게임에서 아이템과금이 있다.
2014년 7월 14일 안드로이드버전이, 같은 달 25일에 iOS버전이 출시되고, 2014년 11월 27일에는 아마존 안드로이드 앱스토에서 무료다운을 시작했다.
2014년 10월 16일에는 국내의 구글 플레이 및 앱 스토어에서 출시, 2015년 2월 5일 번체자 버전으로 대만과 홍콩 구글 플레이에서,  같은 달 16일에 한자 버전으로 중국 각 안드로이드 애플리케이션 시장 및 앱 스토어에서 출시하였다. 그러나 2019년 10월 31일, 한국 하얀고양이 프로젝트가 서비스 종료했다
2015년 7월 23일에는 영어 버전인 『Colopl RUNE STORY』 이라는 타이틀을 가지고 필리핀, 태국, 인도네시아의 구글 플레이 및 앱 스토어에서 출시. 그리고 2015년 8월 13일에 캐나다 구글 플레이 및 앱 스토어에서 출시. 2015년 10월 21일에는 안드로이드 판을 그 다음날에는 iOS 버전을 세계 각국에 출시하였다.

## 요약
3D 맵에서 플레이어의 캐릭터를 움직이며 싸우는 액션 RPG. 게임을 하다보면 필요한 캐릭터나 무기를 얻기 위해서 「쥬얼」이 있다. 쥬얼은 게임 내 퀘스트를 처음 클리어 보상으로 받거나 과금에 의해 구입하거나 로그인 보너스 등으로 얻을 수 있다.
본작은 시간에 제한받지 않고 자유롭게 플레이할 수 있게 퀘스트를 클리어 하는 게임으로는 체력 포인트같은 제도를 폐지하고 원하는만큼 플레이가 가능하다.
기본적으로 일반퀘스트는 1명에서 두명으로, 협력플레이는 1명에서 4명으로 각자 플레이할 수 있다.
Oculus Rift 버전의 하얀고양이 VR 프로젝트도 볼 수 있지만, 2016년 3월부터 데이터연계는 이루어지고 있지 않다.

## 평가

### 수상
2014년 『구글 플레이 2014년 최고의 게임』「앱 스토어 Best of 2014 올해의 베스트」수상.
2015년 4월 『페미통 어워드2014』「우수상」「루키상」수상.
2015년 7월 일반 사단 법인 모바일 콘텐츠 포럼 주최『모바일 프로젝트 어워드2015』「우수상」수상.
2015년 9월 『아마존 앱 어워드』「급상승 부문」수상.